# Lány u Rakovníka
Lány (deutsch Lana, früher Lahn) ist eine Gemeinde in Tschechien. Sie liegt etwa 40 km westlich von Prag, fünf Kilometer südöstlich von Nové Strašecí und gehört zum Okres Kladno.

## Geographie
Das Dorf befindet sich am Übergang des Pürglitzer Waldes zum Kladnoer Steinkohlenbecken in 420 m ü. M. Durch Lány führt die Staatsstraße 236 zwischen Slaný und Roztoky, von der im Ort die Staatsstraße 116 nach Beroun abzweigt.
Nachbarorte sind Vašírov und Stochov im Norden, Tuchlovice im Nordosten, Kamenné Žehrovice im Osten, Pustá Dobrá und Žilina im Südosten, Ploskov und Nový Dvůr im Süden.

## Geschichte
Lány entstand im 13. Jahrhundert der Kolonisation nach dem Schema deutscher Hufendorfer. Anders als bei slawischen Gründungen fehlt der zentrale Dorfplatz und die Ansiedlung erfolgte reigenförmig entlang der aus dem Dorf führenden Wege. Sein Name leitet sich gleichfalls von Hufe (tsch. Lán) ab. Erstmals urkundlich erwähnt wurde Lány im Jahre 1392 als Besitz des Geschlechts Kladenský von Kladno, die hier auch eine hölzerne Feste besaßen. Im 16. Jahrhundert war Jan Hromada z Boršic Herr auf Lány und er verkaufte seinen Besitz 1528 an Heinrich von Zedlitz auf Schönfeld. Kurz vor dem im Jahre 1581 erfolgten Verkauf von Lány an Jiřík Bořita von Martinic hatten die Zedlitzer die alte Feste durch einen steinernen Bau im Renaissancestil ersetzt. 1589 erwarb Kaiser Rudolf II. Lány und Vašírov; er ließ die Feste 1592 zu einem Jagdschlösschen umbauen und schlug die Ortschaft Lány der königlichen Herrschaft mit der Burg Křivoklát (deutsch: Pürglitz) als Mittelpunkt zu.
Der Dreißigjährige Krieg ließ den Ort veröden und das Renaissanceschlösschen wurde zerstört. Die damalige böhmische berní rula weist für Lány lediglich acht Kaluppen und ein Gehöft aus. 1652 wurde das Schloss als Barockbau erneuert und 1658 verpfändete Leopold I. die Herrschaft Pürglitz an die Schwarzenberger. 1685 erwarben die Waldsteiner Pürglitz. Im Pürglitzer Wald wurden Kaiserjagden abgehalten und speziell dafür im Norden des Waldgebietes 1713 ein 9000 ha großer Tiergarten angelegt. 1730 ließ Johann Josef von Waldstein das Schloss umbauen. 1731 verkaufte seine Tochter und Alleinerbin Maria Anna die Herrschaft an Joseph Wilhelm von Fürstenberg, der das Schloss Lány zu seinem Sitz auswählte und auch die Familie seiner Frau mitbrachte. Unter den Fürstenbergern wurde die Schlosswirtschaft zu einer Großgrundbesitzverwaltung umgestaltet. Sein Sohn Karl Egon I. ließ 1777 den alten Tiergarten mit einer 27 Kilometer langen Steinmauer einfrieden, deren Bau 1787 vollendet wurde. Zwischen 1785 und 1787 bestand in Lány die von Karl Egon I. von Fürstenberg geleitete Höhere landwirtschaftliche Bildungsanstalt, die die erste Einrichtung dieser Art in der österreichischen Monarchie darstellte.
Gepfarrt war Lány zum Smečnoer Dekanat. Die Schlosskirche war bis 1787 den Fürsten von Fürstenberg und ihrem Personal als Schlosskapelle vorbehalten und wurde dann Lokalie mit Seelsorge für den ganzen Ort. Smečno war bis zur Errichtung einer eigenen Schule auch Schulort für Lány. Während der Napoleonischen Kriege erfolgte der Durchzug russischer Truppen, die im Schloss 1813 ein Lazarett einrichteten. Unter Joachim von Fürstenberg wurde 1817 der alte Waldsteiner Tiergarten aufgelöst und auf Teilen des Geländes der Lanaer Hirschgarten und bei Rentsch ein weiterer, kleinerer Tiergarten angelegt. Zwischen 1821 und 1825 ließ Karl Egon II. von Fürstenberg das Schloss um ein 2. Obergeschoss aufstocken.
1830 nahm die Pferdebahn Prag–Lana den Verkehr auf. Die dritte öffentliche Bahn dieser Art auf dem europäischen Festland stand bis 1869 in Betrieb. Nach 1830 begann auch die Förderung von Steinkohle in Lana. Die bedeutendste Grube war die Beatti-Zeche. Im Jahr 1921 wurde der Bergbau wieder eingestellt. 1850 erfolgte die Erweiterung des seit 1770 bestehenden Schlossparks, dazu wurden die Befestigungen abgetragen und die Wassergräben verfüllt. Im Osten des Schlossgeländes entstanden 1861 große Pferdestallungen. 1869 lebten in Lana 1111 Menschen. Irma von Fürstenberg stiftete 1894 die Kinderbewahranstalt Lana.
In den Jahren 1902 bis 1903 erfolgte ein weiterer Schlossumbau, bei dem das Gebäude um ein drittes Mansardengeschoß aufgestockt wurde und sein heutiges Aussehen erhielt. Häufiger Gast von Max Egon II. zu Fürstenberg auf Schloss Lana war in dieser Zeit Erzherzog Franz Ferdinand d’Este.

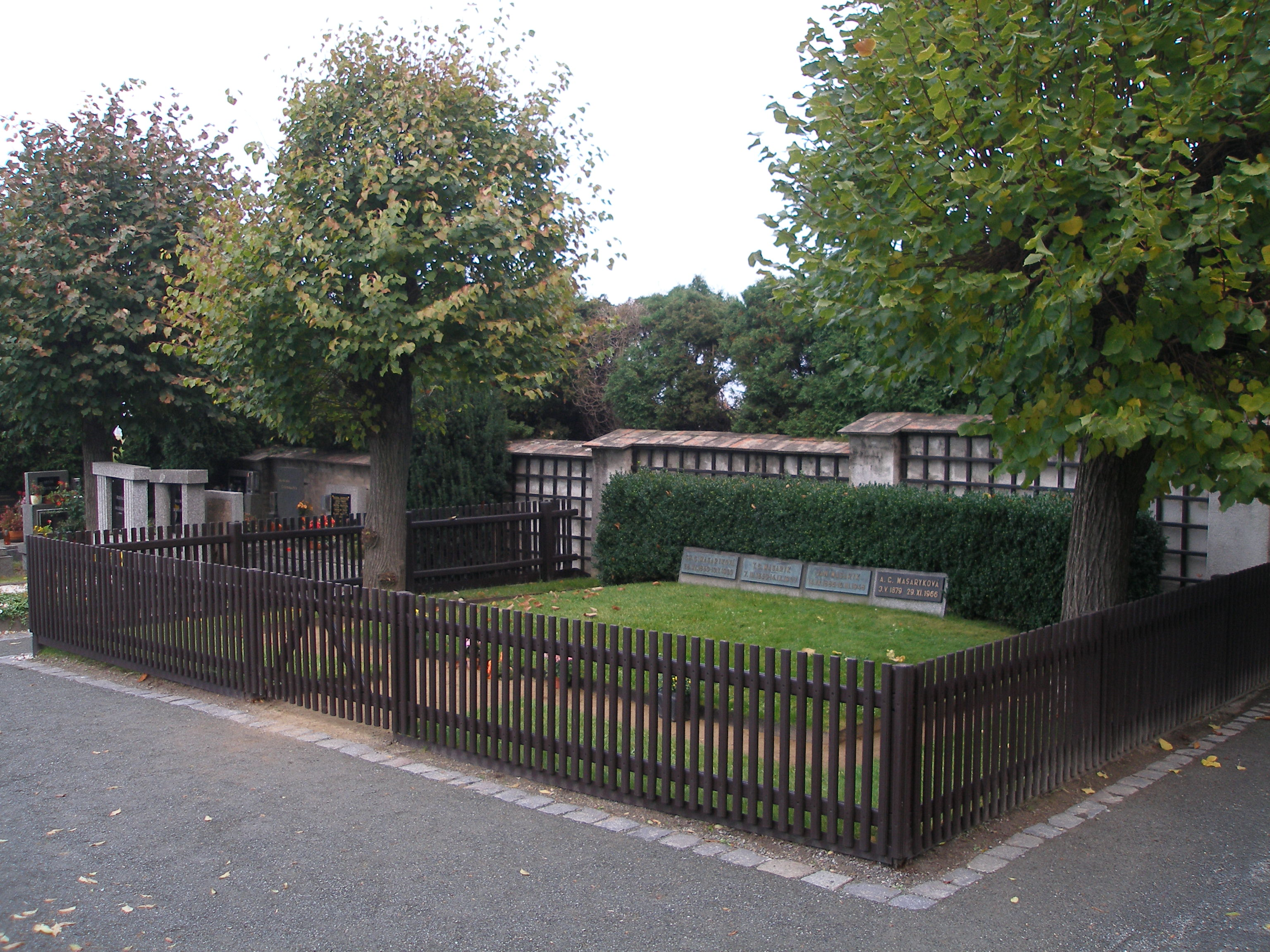
Grabstätte von Präsident Tomáš Garrigue Masaryk und seiner Familie auf dem Dorffriedhof von Lány

Nach dem Zusammenbruch der k.u.k. Monarchie und der Gründung der Tschechoslowakei wurde der Großgrundbesitz der Fürstenberger in diesem Land durch die Bodenreform von 1921 teilweise verstaatlicht (und anschließend zum großen Teil privatisiert). Das Schloss Lány ging durch Verkauf auf den tschechoslowakischen Staat über und wird seither als Zweitwohnsitz und Sommersitz des Staatspräsidenten genutzt. Der erste tschechoslowakische Präsident Tomáš Garrigue Masaryk nahm sehr am Leben des Dorfes teil und eröffnete 1923 im Ort ein Amtsbüro. Für den Präsidenten und das Schlosspersonal wurde im Schloss ein Kino eingerichtet, das die Vorführtechnik und Filme dem Roten Kreuz für Aufführungen im Dorf kostenlos auslieh. 1930 erhielt Masaryk die Ehrenbürgerwürde der Gemeinde, 1937 wurde er neben seiner Frau Charlotte auf dem Friedhof von Lány beigesetzt. In den folgenden Jahren wurden auch zwei Kinder des Paares dort bestattet: 1948 Jan Masaryk und 1994 die 1966 in den USA verstorbene Alice Masaryková.
1928 ließ die Präsidententochter Alice Masaryková im Dorf ein Haus des Tschechoslowakischen Roten Kreuzes errichten, das 1939 auch die Lizenz zum Betrieb eines Kinos erhielt. Den Bau einer neuen Schule in den Jahren 1931–1932 unterstützte Masaryk mit 1 Mio. Kronen aus seinem Privatvermögen.
Nach dem Zweiten Weltkrieg wurde das Staatsgut Lány der Hochschule für Landwirtschaft übereignet. 1991 lebten in der Gemeinde 1604 Einwohner und 1997 erhielt sie ein neues Gemeindewappen. Bis 2006 gehörte Lány zum Okres Rakovník und wurde zum 1. Jänner 2007 dem Okres Kladno zugeordnet.

## Gemeindegliederung
Die Gemeinde Lány besteht aus den Ortsteilen Lány (Lana) und Vašírov (Waschirow), die zugleich auch Katastralbezirke bilden. Zu Lány gehören außerdem die Ortslage Staré Lány sowie die Einschichten Hořkovec (Horschkowetz), Klíčava (Klitschawa), Nový Dvůr (Neuhof), Píně, Pustinka (Pustadobra) und Šubrt (Schuberthof). Grundsiedlungseinheiten sind Lány, Nový Dvůr und Vašírov.

## Sehenswürdigkeiten
- Schloss Lány, Sommersitz des tschechischen Präsidenten mit angrenzendem Schlosspark und dem Lanaer Hirschgarten
- Jesu-Kirche, 1748–1752 als Rokokokapelle am Schloss errichtet
- Reste der Pferdebahn Prag–Lana westlich des Ortes
- Grabstätte der Eheleute Charlotte und Tomáš Garrigue Masaryk sowie weiterer Familienmitglieder auf dem Friedhof von Lány
- Tomáš Garrigue Masaryk-Museum, Außenstelle des Masaryk-Museums in Rakovník
- Sportautomobilmuseum, 1997 eingerichtet und 2021 geschlossen[6]
- Reste der Feste Sobín, errichtet um 1330, westlich des Ortes
- Ruine der Burg Jivno (Giwno) über dem Klíčava-Stausee

## Ehrenbürger
- Tomáš Garrigue Masaryk, 1930

## Söhne und Töchter der Gemeinde
- Max Egon II. zu Fürstenberg (1863–1941), Standesherr, Unternehmer und Politiker
- Charles Loewner (1893–1968), Mathematiker